# Magisches Dreieck (Projektmanagement)
Das Magische Dreieck des Projektmanagements ist ein Modell bezüglich der Anforderungen an das Projektmanagement. Obwohl seine Ursprünge unklar sind, wird es mindestens seit den 1950er Jahren verwendet. Es besagt Folgendes:
1. Die Qualität der Arbeit wird durch das Budget, die Zeit und den Umfang des Projekts eingeschränkt.
2. Der Projektleiter kann den Fokus innerhalb dieser Faktoren wechseln.
3. Änderungen an einem Faktor erfordern ebenfalls Änderungen an anderen, um dies auszugleichen; sonst leidet die Qualität.

So kann ein Projekt beispielsweise schneller abgeschlossen werden, wenn das Budget erhöht oder der Umfang verringert wird. Ebenso kann eine Erweiterung des Umfangs eine entsprechende Erhöhung des Budgets und des Zeitplans erfordern. Eine Budgetkürzung ohne Anpassung des Zeitplans oder des Umfangs führt zu einer geringeren Qualität.
„Good, fast, cheap. Choose two.“ (zu deutsch: „Gut, schnell, günstig. Wähle zwei.“), wie es im Common Law of Business Balance heißt (oft ausgedrückt als „Man bekommt, wofür man bezahlt.“), das John Ruskin zugeschrieben wird, wird oft verwendet, um die Abhängigkeiten innerhalb des Dreiecks prägnant zu formulieren. Martin Barnes (1968) schlug in seiner Doktorarbeit ein Projektkostenmodell auf der Grundlage von Kosten, Zeit und Ressourcen vor und 1969 entwarf er einen Kurs mit dem Titel „Time and Cost in Contract Control“ (Zeit und Kosten in der Vertragskontrolle), in dem er ein Dreieck zeichnete, bei dem je eine Spitze für Kosten, Zeit und Qualität steht. Später erweiterte er die Qualität um die Leistung. Es wird davon ausgegangen, dass die Fläche des Dreiecks die Leistung eines Projekts darstellt, die feststeht und für die ein fester Kosten- und Zeitrahmen bekannt ist. Tatsächlich kann die Leistung eine Funktion von Kosten, Zeit und Umfang sein, was einen Kompromiss zwischen den Faktoren erfordert.
In der Praxis ist es jedoch nicht immer möglich, einen Kompromiss zwischen diesen Faktoren zu finden. So kann beispielsweise die Aufstockung des Budgets (und der Mitarbeiter) bei einem voll besetzten Projekt zu dessen Verlangsamung führen. Außerdem ist es bei schlecht geführten Projekten oft unmöglich, Budget, Zeitplan oder Umfang zu verbessern, ohne die Qualität zu beeinträchtigen.

## Übersicht
Die zeitliche Dimension bezieht sich auf die Zeit, die für die Durchführung eines Projekts zur Verfügung steht. Die Dimension der Kosten bezieht sich auf das für das Projekt zur Verfügung stehende Budget. Die Dimension des Umfangs bezieht sich darauf, was getan werden muss, um das Endergebnis des Projekts zu erreichen. Diese drei Dimensionen stehen oft in Konkurrenz zueinander: Ein größerer Umfang bedeutet in der Regel mehr Zeit und höhere Kosten, eine knappe Zeitbeschränkung kann höhere Kosten und einen geringeren Umfang bedeuten, und ein knappes Budget kann mehr Zeit und einen geringeren Umfang bedeuten.
Die Disziplin des Projektmanagements besteht in der Bereitstellung von Werkzeugen und Techniken, die es dem Projektteam (und nicht nur dem Projektmanager) ermöglichen, seine Arbeit so zu organisieren, dass diese Dimensionen eingehalten werden.
Ein anderer Ansatz für das Projektmanagement besteht darin, die drei Aspekte Finanzen, Zeit und Personal zu berücksichtigen. Wenn man eine Aufgabe in kürzerer Zeit erledigen muss, kann man mehr Leute auf das Problem ansetzen, was wiederum die Kosten des Projekts in die Höhe treibt, es sei denn, dass wir durch die schnellere Erledigung dieser Aufgabe die Kosten an anderer Stelle des Projekts um den gleichen Betrag senken.
Als grafisches Hilfsmittel für das Projektmanagement kann ein Dreieck Zeit, Ressourcen und technisches Ziel als die Seiten eines Dreiecks anstelle der Ecken darstellen. John Storck, ein ehemaliger Dozent des „Basic Project Management“-Kurses der American Management Association, verwendete ein Paar von Dreiecken, das er als äußeres und inneres Dreieck bezeichnete. Dieses Konzept stellt dar, dass die Absicht eines Projekts darin besteht, das Projekt innerhalb des zulässigen Zeitrahmens abzuschließen, das Budget einzuhalten oder zu unterschreiten und den erforderlichen Umfang zu erfüllen oder zu übertreffen. Der Abstand zwischen dem inneren und dem äußeren Dreieck veranschaulicht die Absicherung oder Kontingenz für jedes der drei Elemente. Anhand des Abstands kann die Verzerrung aufgezeigt werden. Sein Beispiel für ein Projekt mit einer starken zeitlichen Ausrichtung war die Alaska-Pipeline, die um jeden Preis pünktlich fertiggestellt werden musste. Nach jahrelanger Entwicklung floss das Öl am Ende der Pipeline innerhalb von vier Minuten nach Plan. In dieser Abbildung lag die zeitliche Seite des inneren Dreiecks effektiv auf der äußeren Linie des Dreiecks. Dies galt auch für die technische Ziellinie. Die Kostenlinie des inneren Dreiecks lag jedoch außerhalb, da das Projekt deutlich über dem Budget lag.
James P. Lewis schlägt vor, dass der Projektumfang die Fläche des Dreiecks darstellt und als Variable für den Projekterfolg gewählt werden kann. Er nennt diese Beziehung PCTS (Performance, Cost, Time, Scope; zu deutsch: Leistung, Kosten, Zeit, Umfang) und schlägt vor, dass ein Projekt alle drei auswählen kann.
Der eigentliche Wert des Projektdreiecks besteht darin, die Komplexität eines jeden Projekts aufzuzeigen. Die ebene Fläche des Dreiecks steht für die nahezu unendlichen Variationen von Prioritäten, die zwischen den drei konkurrierenden Werten bestehen können. Durch die Anerkennung der grenzenlosen Vielfalt, die innerhalb des Dreiecks möglich ist, kann die Verwendung dieses grafischen Hilfsmittels bessere Projektentscheidungen und -planungen erleichtern und die Abstimmung zwischen den Teammitgliedern und den Projektverantwortlichen sicherstellen.

## STR-Modell
Das STR-Modell (Scope, Time, Resources; zu deutsch: Umfang, Zeit, Ressourcen) ist ein mathematisches Modell, das das „Dreiecksmodell“ als eine grafische Abstraktion folgender Beziehung betrachtet:
Umfang = f(Zeit × Ressourcen)
Der Umfang bezieht sich auf die Komplexität (was auch Qualität oder Leistung bedeuten kann). Zu den Ressourcen gehören Menschen (Arbeitskräfte), finanzielle und materielle Ressourcen. Es muss beachtet werden, dass diese Werte nicht als unbegrenzt angesehen werden. Wenn z. B. ein Bäcker einen Laib Brot in einer Stunde in einem Ofen backen kann, bedeutet das nicht, dass zehn Bäcker zehn Brote in einer Stunde in demselben Ofen backen könnten, da die Kapazität des Ofens begrenzt ist.

## Dimensionen des Magischen Dreiecks

### Zeit
Zu analytischen Zwecken wird die Zeit, die für die Erstellung einer Leistung benötigt wird, mit verschiedenen Techniken geschätzt. Eine Methode besteht darin, die Aufgaben zu identifizieren, die zur Erstellung der in einem Projektstrukturplan (PSP) dokumentierten Ergebnisse erforderlich sind. Der Arbeitsaufwand für jede Aufgabe wird geschätzt, und diese Schätzungen werden in die endgültige Schätzung der zu erbringenden Leistung einfließen gelassen.
Außerdem werden die Aufgaben nach Prioritäten geordnet, die Abhängigkeiten zwischen den Aufgaben ermittelt und diese Informationen in einem Projektplan dokumentiert. Die Abhängigkeiten zwischen den Aufgaben können sich auf die Dauer des Gesamtprojekts auswirken (Abhängigkeitsbeschränkung), ebenso wie die Verfügbarkeit von Ressourcen (Ressourcenbeschränkung). Die Zeit unterscheidet sich von allen anderen Ressourcen und Kostenkategorien. Zur Schätzung der Kosten des aktuellen Projekts können zudem tatsächliche Kosten früherer, ähnlicher Projekte als Grundlage dienen.
Nach dem Project Management Body of Knowledge (PMBOK) gehören zu den Prozessen des Projektzeitmanagements:
1. Planung des zeitlichen Ablaufs
2. Aktivitätendefinition
3. Abfolge der Aktivitäten
4. Schätzen der Ressourcen einer Aktivität
5. Schätzen der Vorgangsdauer
6. Entwicklung des Zeitplans
7. Kontrolle des Zeitplans

### Definition der Aktivitäten
1. Input: Managementplan, Basisdaten des Umfangs, Unternehmensumweltfaktoren, organisatorische Prozesswerte
2. Werkzeuge: Dekomposition, Rolling Wave Planning, Expertenurteil
3. Outputs: Aktivitätsliste, Aktivitätsattribute, Meilensteinliste

### Sequenzierung der Aktivitäten
1. Input: Projektumfangserklärung, Vorgangsliste, Vorgangsattribute, Meilensteinliste, genehmigte Änderungsanträge
2. Werkzeuge: Vorrangige Diagramm-Methode, Pfeil-Diagramm-Methode, Zeitplan-Netzvorlagen, Degenerierung von Abhängigkeiten, Anwendung von Leads und Lags
3. Outputs: Projektzeitplannetzdiagramme, Aktualisierungen der Vorgangsliste, Aktualisierungen der Vorgangsattribute, Änderungsanträge

### Schätzung der Vorgangsressourcen
1. Input: Unternehmensumweltfaktorisierung, organisatorische Prozesswerte, Vorgangsliste, Vorgangsattribute, Ressourcenverfügbarkeit, Projektmanagementplan
2. Werkzeuge: Sammlung von Expertenurteilen, Alternativenanalyse, Veröffentlichung von Schätzungsdaten, Implementierung von Projektmanagement-Software, Bottom-up-Kalkulation
3. Outputs: Vorgangsressourcenanforderungen, Vorgangsattribute, Ressourcenstrukturplan, Ressourcenkalender, Änderungsanträge

### Schätzung der Aktivitätsdauer
1. Input: Unternehmensumweltfaktoren, organisatorische Prozesswerte, Projektumfangserklärung, Aktivitätsliste, Aktivitätsattribute, Aktivitätsressourcenanforderungen, Ressourcenkalender, Projektmanagementplan, Risikoregister, Aktivitätskostenschätzungen
2. Werkzeuge: Sammlung von Expertenurteilen, analoge Schätzung, parametrische Schätzung, Bottom-up-Schätzung, Zwei-Punkt-Schätzung, Drei-Punkt-Schätzung, Reserveanalyse
3. Ergebnisse: Schätzungen der Aktivitätsdauer, Aktualisierungen der Aktivitätsattribute und Schätzungen

### Entwicklung von Zeitplänen
1. Input: Organisatorische Prozesswerte, Projektumfangserklärung, Vorgangsliste, Vorgangsattribute, Projektzeitplan-Netzdiagramme, Vorgangsressourcenanforderungen, Ressourcenkalender, Vorgangsdauerschätzungen, Projektmanagementplan, Risikoregister
2. Werkzeuge: Zeitplannetzanalyse, Methode des kritischen Pfades, Zeitplankomprimierung, Was-wäre-wenn-Szenario-Analyse, Ressourcenausgleich, Methode der kritischen Kette, Projektmanagement-Software, Anwendung von Kalendern, Anpassung von Vor- und Nachlaufzeiten, Zeitplanmodell
3. Ergebnisse: Projektzeitplan, Daten des Zeitplanmodells, Zeitplangrunddaten, Aktualisierung des Ressourcenbedarfs, Vorgangsattribute, Aktualisierungen des Projektkalenders, Änderungsanträge, Aktualisierungen des Projektmanagementplans, Aktualisierungen des Zeitplanmanagementplans

### Kontrolle der Zeitpläne
1. Input: Zeitplanmanagementplan, Zeitplangrunddaten, Leistungsberichte, genehmigte Änderungsanträge
2. Werkzeuge: Fortschreitende Ausarbeitung von Berichten, System zur Kontrolle von Terminplanänderungen, Leistungsmessung, Projektmanagement-Software, Abweichungsanalyse, Balkendiagramme zum Terminplanvergleich
3. Outputs: Aktualisierungen der Daten des Zeitplanmodells, Zeitplan-Basislinie, Leistungsmessung, beantragte Änderungen, empfohlene Korrekturmaßnahmen, organisatorische Prozesswerte, Aktualisierungen der Aktivitätsliste, Aktualisierungen der Aktivitätsattribute, Aktualisierungen des Projektmanagementplans

Aufgrund des komplexen Charakters der Dimension „Zeit“ wurde die Projektmanagement-Zertifizierung PMI Scheduling Professional (PMI-SP) geschaffen.

## Kosten
Die Entwicklung eines Näherungswerts für die Projektkosten hängt von mehreren Variablen ab, darunter: Ressourcen, Arbeitspakete wie z. B. Lohnsätze und die Abschwächung oder Kontrolle von Einflussfaktoren, die Kostenabweichungen verursachen. Zu den Instrumenten, die bei den Kosten zum Einsatz kommen, gehören Risikomanagement, Kostenvorbehalt, Kosteneskalation und indirekte Kosten. Über diesen grundlegenden buchhalterischen Ansatz für fixe und variable Kosten hinaus müssen die wirtschaftlichen Kosten berücksichtigt werden, einschließlich der Qualifikation und Produktivität der Mitarbeiter, die mit verschiedenen Werkzeugen zur Projektkostenschätzung berechnet werden. Dies ist wichtig, wenn Unternehmen Zeit- oder Vertragsarbeiter einstellen oder Arbeiten auslagern.

### Kostenprozessberichte
- Kostenschätzung: Näherungswert für die Kosten aller Ressourcen, die für die Durchführung von Aktivitäten benötigt werden.
- Kostenbudgetierung: Zusammenfassung der geschätzten Kosten von Ressourcen, Arbeitspaketen und Aktivitäten, um eine Kostenbasis festzulegen.
- Kostenkontrolle: Faktoren, die Kostenschwankungen und -abweichungen verursachen, können mit verschiedenen Kostenmanagement-Tools beeinflusst und kontrolliert werden.

### Projektmanagement-Kostenschätzungs-Tools
(Quelle: )
- Analoge Schätzung: Verwendung der Kosten eines ähnlichen Projekts zur Bestimmung der Kosten des aktuellen Projekts.
- Bestimmung der Ressourcenkostensätze: Die Kosten für Güter und Arbeit pro Einheit, die durch Schätzungen oder Kalkulationen ermittelt werden.
- Bottom-Up-Schätzung: Verwendung der untersten Detailstufe des Arbeitspakets und Zusammenfassung der damit verbundenen Kosten. Anschließend wird die Schätzung auf eine höhere Ebene ausgeweitet und die Gesamtkosten des Projekts berechnet.
- Parametrische Schätzung: Messung der statistischen Beziehung zwischen historischen Daten und anderen Variablen oder Flüssen.
- Analyse der Angebote von Lieferanten: Ermittlung des Durchschnitts mehrerer Angebote von Lieferanten für das Projekt.
- Reserve-Analyse: Aggregieren der Kosten jedes Vorgangs auf dem Netzpfad, dann Hinzufügen eines Unvorhergesehenen oder einer Reserve zum Endergebnis der Analyse um einen vom Projektleiter festgelegten Faktor.
- Analyse der Qualitätskosten: Schätzung der Kosten bei höchster Qualität für jeden Vorgang.

Projektmanagement-Software kann zur Berechnung der Kostenabweichungen für ein Projekt verwendet werden.

## Umfang
Der Projektumfang beschreibt Anforderungen, die zur Erreichung des Endergebnisses spezifiziert werden. Er stellt die allgemeine Definition dessen, was das Projekt erreichen soll, und eine spezifische Beschreibung dessen, was das Endergebnis sein soll dar. Ein wichtiger Bestandteil des Umfangs ist die Qualität des Endprodukts. Der Zeitaufwand für die einzelnen Aufgaben bestimmt die Gesamtqualität des Projekts. Einige Aufgaben können eine bestimmte Zeit in Anspruch nehmen, um adäquat erledigt zu werden, könnten aber mit mehr Zeit auch hervorragend abgeschlossen werden. Im Verlauf eines großen Projekts kann die Qualität einen erheblichen Einfluss auf Zeit und Kosten haben (oder umgekehrt).
Diese drei Zwänge zusammen haben zu der Redewendung „On Time, On Spec, On Budget“ geführt. In diesem Fall wird der Begriff „Umfang/Scope“ durch „Spec(ification)“ ersetzt.

## Entwicklung des Magischen Dreiecks
Traditionell werden im Magischen Dreieck drei Dimensionen anerkannt: „Kosten“, „Zeit“ und „Umfang“. Diese Aspekte bilden ein Dreieck mit geometrischen Proportionen, das die starke wechselseitige Beziehung zwischen den Faktoren verdeutlicht. Wenn einer dieser Faktoren verändert werden muss, muss auch mindestens einer der anderen Faktoren verändert werden.
Mit der allgemeinen Akzeptanz des Dreiecksmodells scheinen „Kosten“ und „Zeit“ einheitlich dargestellt zu werden. „Umfang“ wird jedoch oft austauschbar verwendet, je nach Kontext der Abbildung des Dreiecks oder der Wahrnehmung des jeweiligen Projekts. Scope / Goal / Produkt / Leistung / Quality / Performance / Output sind allesamt relativ ähnliche und generische Variationsbeispiele dafür, während der obige Vorschlag der Ressourcen eine speziellere Interpretation bietet.
Diese weit verbreitete Verwendung von Variationen impliziert ein gewisses Maß an Mehrdeutigkeit, das durch die Nuance des dritten Zwangsbegriffs bedingt ist, und natürlich einen gewissen Wert in der Flexibilität des Dreiecksmodells. Diese Mehrdeutigkeit ermöglicht eine unscharfe Abgrenzung zwischen dem Projektergebnis und dem Projektprozess, wobei die obigen Beispielbegriffe in den beiden Kontexten potenziell unterschiedliche Bedeutung haben. Sowohl „Kosten“ als auch „Zeit“ / „Lieferung“ stellen die Inputs der obersten Ebene des Projekts dar.
Das „Project Diamond“-Modell erzeugt diesen unscharfen Fokus durch die separate Einbeziehung von „Umfang“ und „Qualität“ als „dritte“ Einschränkung. Auch wenn die Hinzufügung von „Qualität“ als wichtiger einschränkender Faktor ein Verdienst ist und die zunehmende Reife des Projektmanagements anerkennt, fehlt es diesem Modell immer noch an Klarheit zwischen Output und Prozess. Das Diamantmodell erfasst jedoch nicht die Analogie der starken Wechselbeziehung zwischen den Punkten der Dreiecke.
PMBOK 4.0 bietet ein weiterentwickeltes Modell, das auf dem Triple Constraint mit 6 zu überwachenden und zu steuernden Faktoren basiert. Dies wird als sechszackiger Stern dargestellt, der die Stärke der Dreiecksanalogie (zwei übereinanderliegende Dreiecke) beibehält und gleichzeitig die Trennung und Beziehung zwischen den Projekt-Inputs/Outputs-Faktoren auf einem Dreieck und den Projektprozessfaktoren auf dem anderen darstellt. Die Sternvariablen sind:
1. Input-Output-Dreieck
  - Umfang
  - Kosten
  - Zeit
2. Prozess-Dreieck
  - Risiko
  - Qualität
  - Ressourcen

Wenn man die Mehrdeutigkeit der dritten Einschränkung und die Vorschläge des „Projektdiamanten“ in Betracht zieht, ist es möglich, stattdessen das Ziel oder Produkt des Projekts als dritte Einschränkung zu betrachten, die sich aus den Unterfaktoren „Umfang“ und „Qualität“ zusammensetzt. In Bezug auf das Projektergebnis können sowohl „Umfang“ als auch „Qualität“ angepasst werden, was zu einer Gesamtmanipulation des Ziels/Produkts führt. Diese Interpretation umfasst die vier Schlüsselfaktoren in der ursprünglichen Form des Dreiecks Input/Output. Dies kann sogar in den PMBOK Star aufgenommen werden, der veranschaulicht, dass insbesondere „Qualität“ in Bezug auf die Projektergebnisse und den Prozess separat überwacht werden kann. Darüber hinaus könnte die Verwendung des Begriffs „Ziel“ am besten für die Ergebnisse der Veränderungsinitiative stehen, während der Begriff „Produkt“ am besten für greifbarere Ergebnisse geeignet ist.

## Entwicklung und Erfolgskriterien eines Projekts
Die drei Dimensionen des Magischen Dreiecks stellen eine Mindestzahl von Kriterien für den Projekterfolg dar, die für sich genommen nicht ausreichend sind. Daher wurde eine Reihe von Studien durchgeführt, um die verschiedenen Kriterien für den Projekterfolg auf der Grundlage der Theorie der Veränderung, der grundlegenden Input-Prozess-Output-Kette, zu definieren und zu erweitern.
Bannerman (2008) schlug den mehrstufigen Rahmen für den Projekterfolg vor, der fünf Ebenen des Projekterfolgs umfasst, nämlich Team, Projektmanagement, Ergebnis, Geschäft und Strategie.
Das UNDP (2012) schlug den Ergebnisrahmen vor, der sechs Stufen des Projekterfolgs umfasst, nämlich Input, Prozess, Output, Ergebnis und Auswirkung.
Zidane et al. (2016) erweiterten den Ergebnisrahmen zum PESTOL-Rahmen für die Planung und Bewertung des Projekterfolgs, mit dem der „Gegenwert“ der für jedes Projekt ausgegebenen Mittel im Hinblick auf Effizienz und Wirksamkeit bewertet werden kann.
Die drei ursprünglichen Dimensionen wurden also zu verschiedenen Rahmenwerken weiterentwickelt, um den Projekterfolg so ganzheitlich wie möglich zu planen und zu bewerten.

## Limitationen
Das Projektmanagement-Dreieck wird zur Analyse von Projekten verwendet. Es wird häufig gebraucht, um Erfolg als die Lieferung des erforderlichen Umfangs in angemessener Qualität innerhalb des festgelegten Budgets und Zeitplans zu definieren. Das Dreieck wird als Modell für den Projekterfolg als unzureichend angesehen, da es entscheidende Erfolgsdimensionen wie die Auswirkungen auf die Beteiligten, das Lernen und die Zufriedenheit der Nutzer nicht berücksichtigt. In der Folge wurden verschiedene Erweiterungen des grundlegenden Dreiecksmodells vorgeschlagen, z. B. das Diamantenmodell, das Pyramidenmodell, sechs oder mehrere Dimensionen und die Theory of Constraints. Dementsprechend wurden auch die Projekterfolgskriterien von drei auf mehrere Parameter erweitert.